# L'animale
L'animale è una compilation di Adriano Celentano pubblicata nel 2008.

## Storia
È un doppio album che contiene 28 brani divisi in due CD: Canzoni d'amore e Canzoni contro. Il primo disco raccoglie alcune canzoni d'amore del repertorio di Celentano, il secondo comprende alcune canzoni che trattano temi sociali. Ciascun disco contiene un brano inedito: il primo La cura di Franco Battiato, il secondo Sognando Chernobyl.

## Tracce
Disco 1Canzoni d'amore
1. La cura – 4:01
2. L'emozione non ha voce – 4:12
3. L'arcobaleno – 3:43
4. Storia d'amore – 4:53
5. Più di un sogno – 5:21
6. Acqua e sale (feat. Mina) – 4:38
7. Dormi amore – 5:30
8. Una carezza in un pugno – 2:56
9. Apri il cuore – 5:19
10. Gelosia – 4:35
11. Hai bucato la mia vita – 4:56
12. Una rosa pericolosa – 4:35
13. Angel – 5:17
14. L'ultima donna che amo – 3:50

Disco 2Canzoni contro
1. Sognando Chernobyl
2. La situazione non è buona
3. Mondo in mi settima
4. I passi che facciamo
5. Il ragazzo della via Gluck
6. Svalutation
7. Io sono un uomo libero
8. Prisencolinensinainciusol remix
9. Aria... non sei più tu
10. Un albero di trenta piani
11. C'è sempre un motivo
12. I Want to Know - parte I e II
13. L'ultimo degli uccelli
14. Uomo macchina

## Classifiche

### Classifiche settimanali
| Classifica (2008) | Posizione massima |
| ----------------- | ----------------- |
| Italia            | 7                 |
| Svizzera          | 92                |

### Classifiche di fine anno
| Classifica (2008) | Posizione |
| ----------------- | --------- |
| Italia            | 49        |
| Classifica (2009) | Posizione |
| Italia            | 81        |